# Елховец
Елховец (болг. Елховец) — село в Болгарии. Находится в Смолянской области, входит в общину Рудозем. Население составляет 1 126 человек.

## Политическая ситуация
В местном кметстве Елховец, в состав которого входит Елховец, должность кмета (старосты) исполняет Минка Раифова Бендерова (Движение за права и свободы (ДПС)) по результатам выборов правления кметства в 2007 году.
Кмет (мэр) общины Рудозем — Николай Иванов Бояджиев (коалиция партий: Граждане за европейское развитие Болгарии (ГЕРБ) и Земледельческий народный союз (ЗНС)) по результатам выборов 2007 года в правление общины.